# فرودگاه منطقه‌ای آستوریا
فرودگاه منطقه‌ای آستوریا (به انگلیسی: Astoria Regional Airport) یک فرودگاه همگانی با کد یاتا AST است که یک باند فرود آسفالت دارد و طول باند آن ۱۷۶۷ متر است. این فرودگاه در شهر آستوریا، اورگن کشور ایالات متحده آمریکا قرار دارد و در ارتفاع ۴٫۶ متری از سطح دریا واقع شده‌است.